# François-Louis de Pesmes de Saint-Saphorin
François-Louis de Pesme de Saint-Saphorin, né à Saint-Saphorin-sur-Morges en février 1668, et mort au même endroit le 16 juillet 1737, est un diplomate et militaire genevois.

## Origine et famille
François-Louis de Pesme est issu d'une vieille famille, apparue à Genève au XIVe siècle. Son aïeul André de Pesme, ruiné par une rançon de prisonnier lors de la guerre entre Genève et la Savoie, n'a plus les moyens de vivre à Genève. Il épouse en 1592 Elisabeth d'Allinges, héritière de Vullierens, Beauregard et Saint-Saphorin, et devient ainsi co-seigneur de Saint-Saphorin (à la suite d'acquisitions successives, François-Louis deviendra seigneur de Saint-Saphorin à part entière en 1710).
François-Louis est le fils d'Isaac de Pesme et d'Elisabeth Rolaz. Il naît en février 1668, précédé par deux frères, Isaac-Bernard et César. Le 26 février 1696 il épouse à Orbe Esther Darbonnier, dont il a une fille, Judith-Louise.
Il se retire en 1727 dans son village natal, dont il a fait reconstruire le château.
Il s'intéresse à tout ce qui touche la terre. Il introduit la culture de l'esparcette dans le pays de Vaud.

## Mercenaire
Étant sujet vaudois de Berne (le Pays de Vaud était alors territoire bernois), il est exclu de tout emploi public important en Suisse, et doit donc tenter sa chance à l'étranger.
En 1685, il s'engage comme cadet au service du duché de Brunswick-Lunebourg, sous le commandement de Frédéric-Auguste de Hanovre, fils d'Ernest-Auguste. Il quitte cette fonction après 18 mois, et reçoit à cette occasion un diplôme attestant qu' "il s'est, en toute circonstance, conduit au grand contentement de ses officiers, comme un honnête cadet".
En 1692, il fait la connaissance de Louis van Assembourg, vice-amiral de la flotte du Danube, qui le fait engager. L'amiral, le marquis de Fleury, pirate à ses heures, créateur de la flotte du Danube, le nomme capitaine, et Saint-Saphorin prête serment à l'empereur du Saint-Empire romain germanique Léopold. Après la mort de Fleury en 1693, Saint-Saphorin est nommé capitaine-major en 1694, puis vice-amiral en 1696. Il reçoit le commandement de la flotte en 1697 après la disgrâce d'Assembourg, mais conserve son titre de vice-amiral. Il participe aux campagnes navales successives : siège de Belgrade (1693), bataille de Petervaradin (1694), campagne puis désastre du Tibisque (1695-96), victoire de Zenta (1697, où la flotte ne joue cependant qu'un rôle mineur). En 1697 il devient le protégé du Prince Eugène, qui "comprit que Monsieur de Saint-Saphorin était fait pour quelque chose de mieux que de jouer à l'amiral sur le Danube". En 1700 il quitte sa fonction, en 1703 la flotte de Fleury est démantelée.
En 1702 il est colonel d'infanterie, et en 1705 major-général, toujours au service de l'Empereur.

## Diplomate
Pendant la Guerre de succession d'Espagne, il est agent impérial en Suisse, sans mandat officiel. Dans le même temps il est aussi envoyé des cantons protestants (suisses) à la cour de Vienne. Il continue à travailler pour Berne, et œuvre pour faire  passer la principauté de Neuchâtel sous domination prussienne. En 1712, toujours pour les Bernois, il conclut un traité d'alliance militaire avec les Provinces-Unies.
Saint-Saphorin tente d'entraîner la Suisse dans l'alliance germanique, devenant de l'avis même de Louis XIV, l'ennemi le plus dangereux que la France eût en Suisse. Le marquis de Puysieulx écrit à Louis XIV : "C'est l'esprit le plus dangereux et le plus emporté que je connaisse. Il a une sorte de capacité dont il faut se défier : il n'épargne ni soin, ni travail pour parvenir à son but".
Lors de la préparation des traités d'Utrecht en 1713, il est engagé comme représentant des positions de la Confédération suisse des XIII cantons.
En 1714, il représente le Hanovre au traité de Baden (1714).
De 1718 à 1727, il est chargé d'affaires de la Grande-Bretagne, nommé par George Ier  auprès de l'empereur du Saint-Empire Charles VI. En 1718 il contribue à la conclusion de la Quadruple Alliance.